# Claudine Gay
Claudine Gay   (Nova York, 4 d'agost de 1970) és una politòloga i professora que va ser la trentena presidenta de la Universitat Harvard. En assumir el càrrec en 2023, es va convertir en la primera presidenta negra de la universitat, 368 anys després de la seva fundació. Abans de convertir-se en presidenta de la universitat, va ser Degana de la Família Edgerley de la Facultat d'Arts i Ciències de Harvard i Professora Wilbur A. Cowett de Govern i Estudis Africans i Afroamericans. La recerca de Gay aborda el comportament polític estatunidenc, inclosa la participació electoral i les polítiques de raça i identitat.

## Primers anys i educació
Gay va créixer com a filla d'immigrants haitians, que van arribar als Estats Units fa més de cinquanta anys i que es van trobar a la ciutat de Nova York com a estudiants. La seva mare va estudiar infermeria i el seu pare va estudiar enginyeria. Gay va passar gran part de la seva infància primer a la ciutat de Nova York i després a Aràbia Saudita, on el seu pare treballava per al Cos d'Enginyers de l'Exèrcit dels Estats Units, mentre la seva mare era infermera titulada. Gay és cosina de l'escriptora Roxane Gay.
Gay va assistir a la Phillips Exeter Academy, un internat privat a Exeter, Nou Hampshire, i després va assistir a la Universitat Stanford, on va estudiar economia. Va rebre el premi Anna Laura Myers a la millor tesi de pregrau en economia i es va graduar el 1992. Després, Gay va obtenir el seu doctorat l'any 1998 de la Universitat Harvard, on va guanyar el Premi Toppan de la universitat a la millor tesi en ciències polítiques.

## Carrera
Després de graduar-se, Gay va treballar com a professora ajudant i després com a professora associada titular en el Departament de Ciències Polítiques de la Universitat Stanford de 2000 a 2006. L'any acadèmic 2003-2004, Gay va ser becària del Centre d'Estudis Avançats en Ciències del Comportament.
Posteriorment, Gay va ser contractada per Harvard per a ser professora l'any 2006 i, a més va ser nomenada professora d'estudis afroamericans l'any 2007. Al 2015, va ser nomenada simultàniament Professora Wilbur A. Cowett de Govern i Estudis Africans i Afroamericans i Degana d'Estudis Socials en la Facultat d'Arts i Ciències. Tres anys després, el 2018, va ser nomenada degana de la família Edgerley de la Facultat d'Arts i Ciències de Harvard.
Com a Degana de la Facultat d'Arts i Ciències (FAS), responsable dels estudis de postgrau i grau, Gay va descriure quatre prioritats: augmentar la diversitat entre els professors, augmentar els estudis interdisciplinaris entre els estudiants, fomentar la col·laboració entre els professors i fomentar la participació dels professors en el la comunitat universitària. Durant aquest temps, la universitat va haver de bregar amb les pertorbacions educatives i financeres provocades per la pandèmia de COVID-19. Per a l'any fiscal 2020, la FAS va informar de pèrdues de 15,8 milions de dòlars. El 2021, Gay va anunciar que el cost dels compromisos acadèmics principals de la FAS era major que els seus ingressos i va iniciar processos per a reduir les despeses, inclòs el congelament de les bonificacions i augments salarials dels professors i el congelament de les recerques de professors. El 2021, FAS va informar d'un superàvit de 51 milions de dòlars, un augment espectacular respecte al dèficit projectat de 112 milions de dòlars. El superàvit va ser part d'un superàvit universitari superior als 238 milions de dòlars per a l'any fiscal 2021.
L'any 2019, el professor de l'Escola de Dret de Harvard i degà de la facultat de Winthrop House, Ronald Sullivan, va enfrontar-se a l'escrutini d'estudiants i administradors escolars, inclosa Gay, per unir-se a l'equip de defensa legal de Harvey Weinstein, que en aquell moment estava sent jutjat per casos d'abús sexual, mentre treballava com a degà. Gay creia que el paper d'un degà residencial venia amb "l'expectativa d'una responsabilitat especial envers el benestar dels estudiants" i va considerar "insuficient" la justificació de Sullivan per defensar un acusat impopular. Al maig de 2019, la universitat va anunciar que Sullivan i la seva esposa, que van ser els primers degans de facultat negres de la universitat, no renovarien els seus contractes de degà de facultat. La decisió va ser controvertida i va ser denunciada per la Unió Estatunidenca per les Llibertats Civils, dient que la universitat "podria haver utilitzat l'incident com a lliçó sobre la importància de la defensa penal en la nostra societat, així com sobre la importància de la tolerància en un campus d'educació superior". La universitat va anunciar de manera controvertida que la decisió de no renovar el contracte de Sullivan es va deure a les condicions morals i d'acompliment amb Winthrop House. No obstant això, la ACLU va concloure que "segons totes les aparences, va ser la representació de Weinstein per part de Sullivan, no la seva tasca com a degà, el que va provocar el seu acomiadament". Els defensors de Sullivan van acusar Gay i el degà Rakesh Khurana d'enganyar la universitat i el públic sobre les raons del seu acomiadament.
Al juny de 2022, el president de Harvard, Larry Bacow, va anunciar que dimitiria del càrrec en un any. Un comitè de cerca, dirigit per Penny Pritzker, membre principal de la Corporació Harvard, va considerar 600 nominats i va seleccionar Gay com a successora de Bacow en un dels comitès de cerca presidencial més àgils en la història de la universitat. El 15 de desembre de 2022, la Universitat Harvard va anunciar que Gay havia estat seleccionada com la trentena presidenta de la Universitat Harvard, on es convertiria en la primera presidenta negra de la universitat. Va assumir oficialment el càrrec l'1 de juliol de 2023.
Com a conseqüència dels atacs de Hamàs de 2023 a Israel, Gay va ser acusada de no respondre contra l'antisemitisme en el campus i de no condemnar prou els atacs. En les seqüeles d'una audiència congressional sobre l'antisemitisme, van reaparèixer acusacions que Gay hauria plagiat parts de la seva dissertació i diversos articles en diferents mitjans. El 2 de gener de 2024, Gay va dimitir de la presidència, convertint-se Alan Garber en el president interí de Harvard.